# ميريام جدعون
ميريام جدعون (بالإنجليزية: Miriam Gideon)‏ هي ملحنة أمريكية، ولدت في 23 أكتوبر 1906، وتوفيت في 18 يونيو 1996.

## وصلات خارجية
- ميريام جدعون على موقع ميوزك برينز (الإنجليزية)
- ميريام جدعون على موقع ديسكوغز (الإنجليزية)